# 辉山街道
辉山街道，是中华人民共和国辽宁省沈阳市沈北新区下辖的一个乡镇级行政单位。

## 行政区划
辉山街道下辖以下地区：
冯道社区、人和新居社区、碧桂园社区、森林里社区、辉山新城社区、山水绿阁社区、丽水湾社区、溪谷社区、蒲河社区、黄泥社区、马庄子社区、千佛社区、汪千社区、蒿甸子社区、马家社区、尖台子社区、孙家社区、松树社区、大望社区和大蔡社区。